# Karrier
Karrier était une marque anglaise de véhicules municipaux motorisés, de véhicules utilitaires légers et de trolley-bus fabriqués à l'usine Karrier, à Huddersfield, dans le Yorkshire de l'Ouest par Clayton et Co Huddersfield Limited.
La fabrication de véhicules à moteur Karrier commença en 1908, dans la Queen Street South, Huddersfield. En 1920 H F Clayton vendit son entreprise Clayton & Co Huddersfield à la société publique Karrier Motors tout en conservant Penistone, les ingénieurs en mécanique et en électricité Clayton & Co Penistone sont encore actifs en 2017.
Karrier produisait des bus ainsi que d'autres véhicules municipaux et dans les dernières années, en particulier pendant la Seconde Guerre mondiale, des trolleybus, et notamment le modèle Karrier 'W'.
En 1934 Karrier devint filiale du Groupe Rootes , où elle a conservé son identité de marque même si l'entreprise fut exploitée comme intégrée à la filiale Commer Véhicules Commerciaux. Le nom Karrier a commencé à disparaître des produits lorsque Chrysler a acheté Rootes en 1967. Il a finalement été abandonné au début des années 1970.

## Propriétaires

### Clayton and Co
Herbert Fitzroy Clayton (1857-1935), un fabricant de produits chimiques prospère ou drysalter et dyer,, créa en décembre 1904 une société, Clayton & Co Huddersfield Limited, regroupant les affaires d'ingénierie qu'il avait portées de manière indépendante depuis 1899 quand il quitta Dixon Clayton & Co dans laquelle il était partenaire. En 1908, rejoint par son deuxième fils, Reginald Fitzroy Clayton MIAE (1885-1964), Clayton & Co a commencé à concevoir et fabriquer des véhicules et charabancs Karrier à moteur à essence, qui est devenue leur principale activité. En 1920, en gardant Clayton & Co Penistone séparée et en conservant le contrôle de cette nouvelle société, Clayton & Co Huddersfield a été vendue à une société publique nouvellement constituée qu'ils nommèrent Karrier Motors Limited. À ce moment, les produits étaient:
Camions à moteur, fourgons et wagons Karrier, et charabancs à moteur.
Détonateurs de chemin de fer, Clayton Certainty Railway Fog Signal (fabriqués à Huddersfield, 68 Victoria Street, London SW1 et Westhorpe, Penistone, Yorkshire), qui est resté filiale de Clayton & Co Penistone
Les brevets et la fabrication de la balayeuse de voirie Karrier (pas encore en production)  fournissant un nettoyage sanitaire des rues de manière économique
Karrier Motors Limited

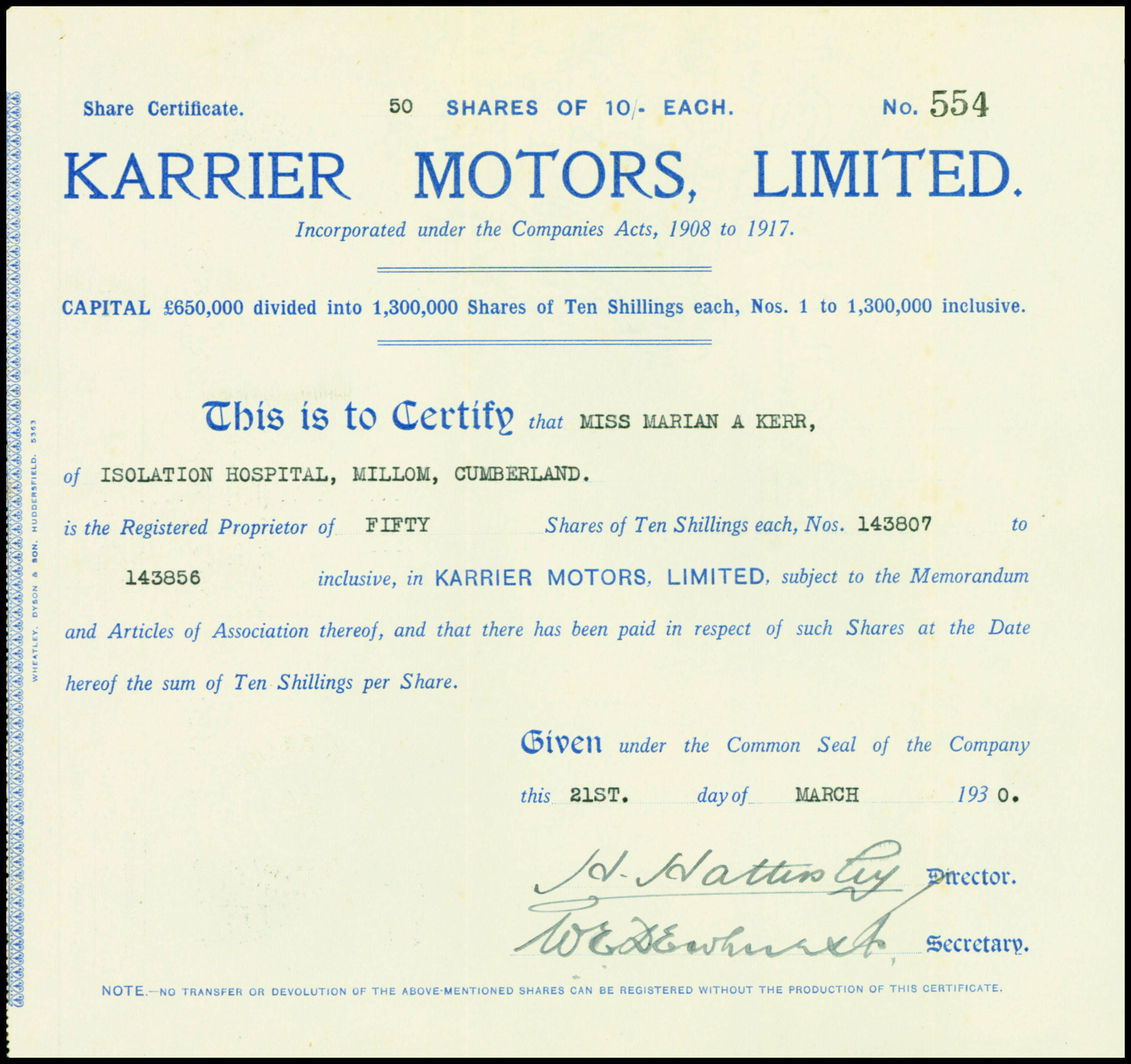
Certificat d'actions de Karrier Motors Ltd, émis le 21 mars 1930

Karrier connut des difficultés financières et a subi des pertes importantes à la fin des années 1920,,.
Un plan de fusion de T. S. Motors Limited (Tilling-Stevens) avec Karrier approuvé en août 1932, a été annulé un mois plus tard, sans explication. L'année suivante, en août 1933, Karrier a tardivement annoncé que, en vertu de conditions commerciales difficiles, ils avaient fait une perte substantielle au cours de l'année civile 1932. Au début du mois de juin 1934 Karrier fut mis sous séquestre, mais il a également été annoncé que l'entreprise allait continuer pendant que les "négociations" avaient lieu. Karrier a été racheté par le Groupe Rootes.

### Groupe Rootes
Rootes Securities, la branche financière du Groupe Rootes a acquis Karrier par l'intermédiaire de filiales, en août 1934, alors que le personnel était tombé à 700,. Rootes ferma l'usine de Huddersfield et a déménagé la production à l'usine Commer de Luton fonctionne, mais la fabrication des trolley-bus a été déplacée à l'usine de Moorfield, Wolverhampton où les mêmes modèles Karrier seront construits en parallèle aux trolley-bus Sunbeam Véhicules utilitaires.
Tilling-Stevens finira par rejoindre le Groupe Rootes en 1950.
Dodge (Royaume-Uni)
Dodge Brothers, alors l'un des principaux constructeurs de camions légers aux États-Unis, ont commencé à importer des véhicules en pièces détachées pour montage au Parc Royal, Londres en 1922. Dodge est devenu une filiale de Chrysler en 1928 et la production de camions déménage à l'usine de voitures Chrysler à Kew. Les Dodge construites là étaient connues comme "Dodge Kews" et les voitures américaines (partiellement Canadiennes) construites à côté d'elles, les "Chrysler Kews". Au cours de la Seconde Guerre Mondiale, cette usine Chrysler fit partie du London Aircraft Production Group et construisit des assemblages pour l'avion Handley Page Halifax. La production des camions Dodge (certains véhicules furent badgés Fargo ou De Soto) a été fusionnée avec Commer et Karrier à Dunstable en 1965. Les archives nationales occupent maintenant le site de l'usine Chrysler.

Les Chrysler Kew des années 1930
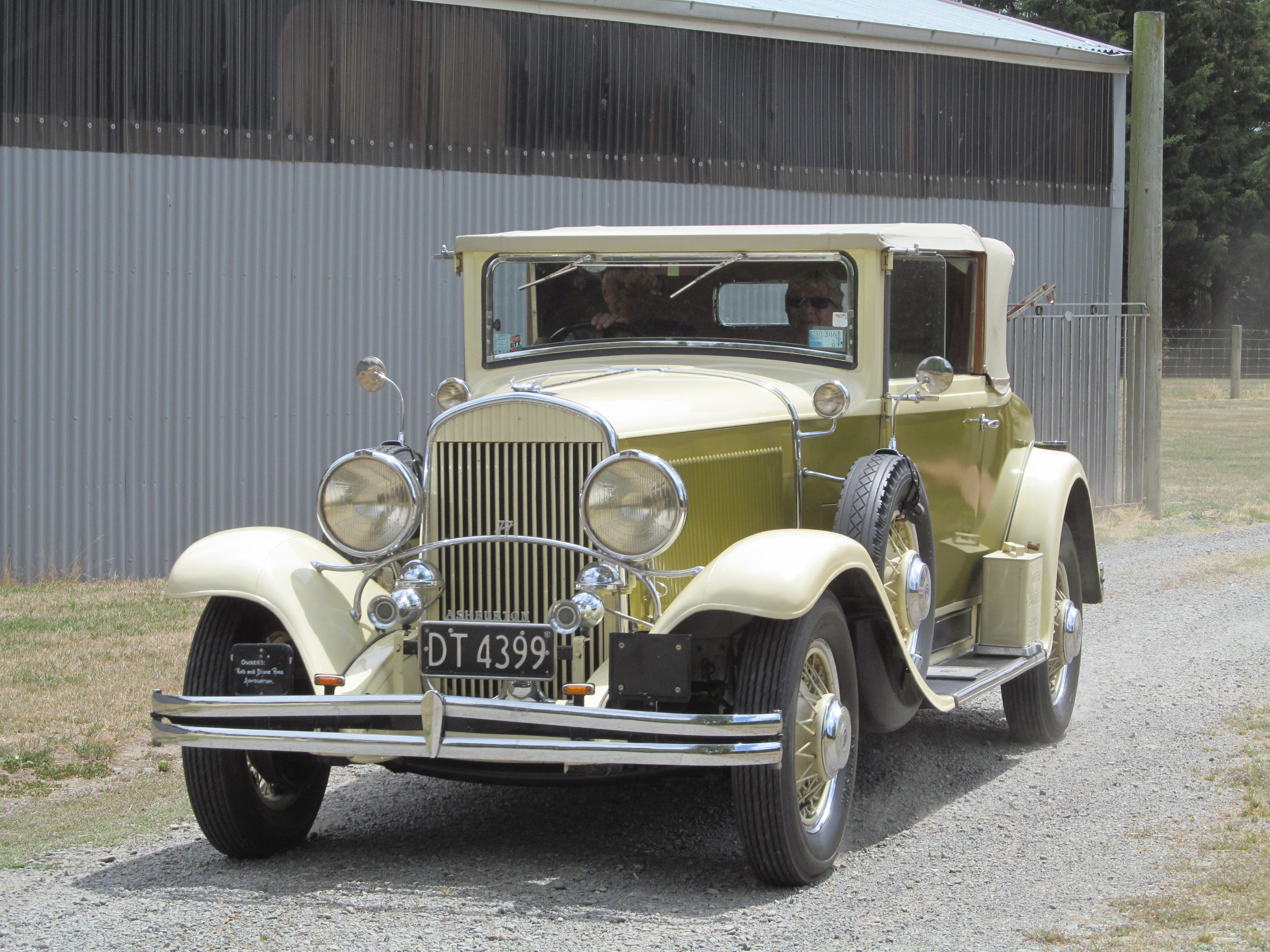
Chrysler drophead coupé (décapotable) 1930
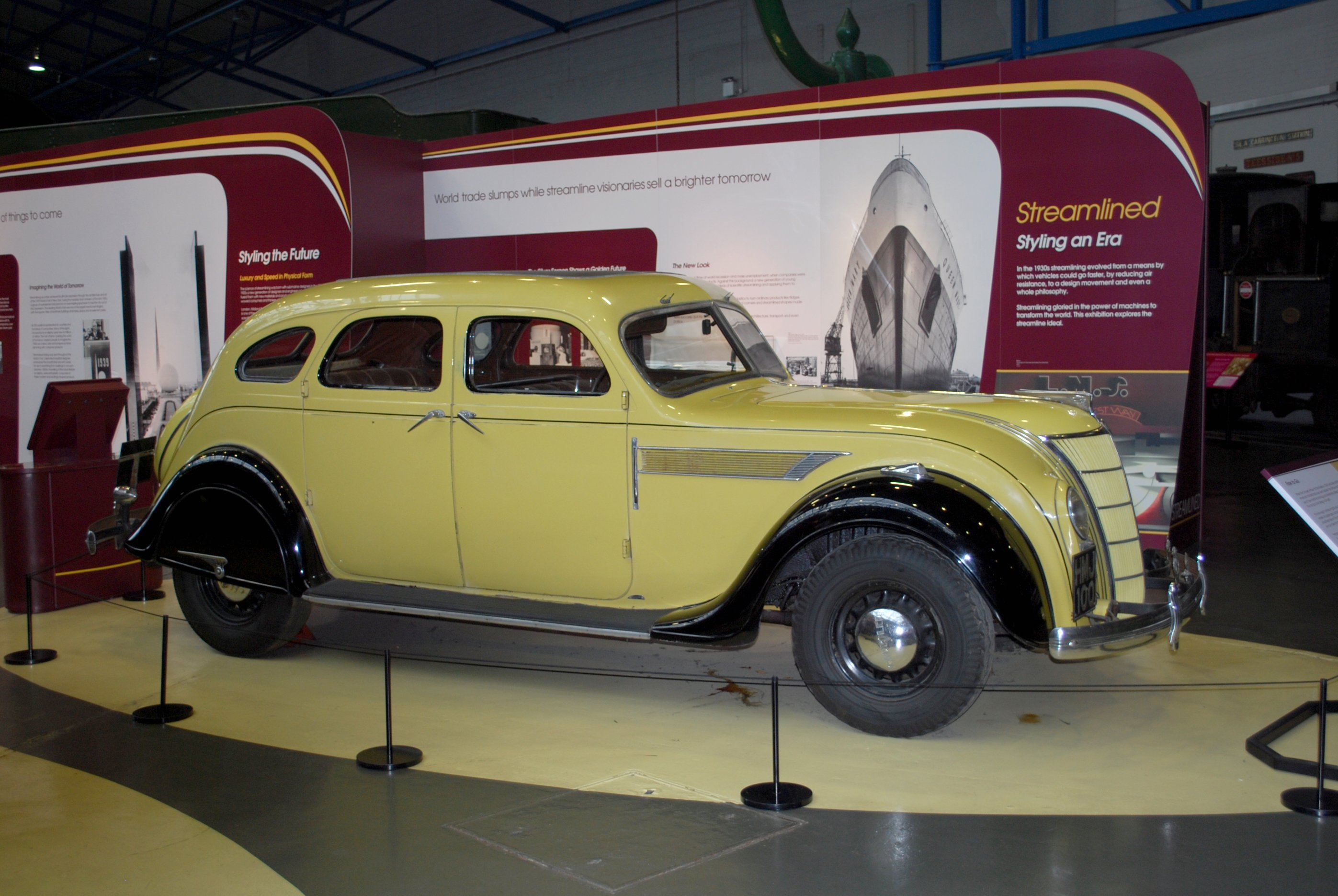
Chrysler Heston 1937
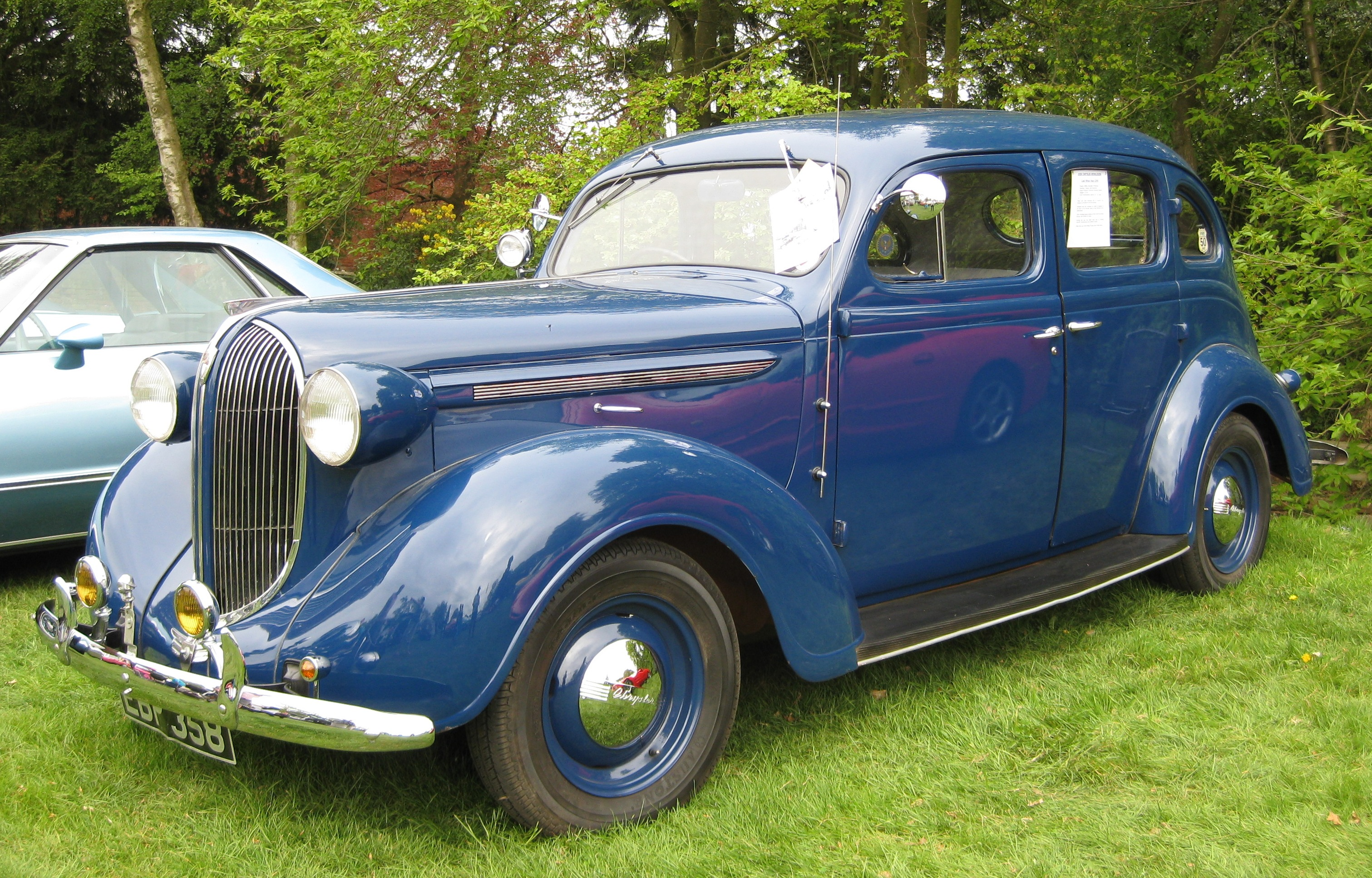
Chrysler Wimbledon 1938
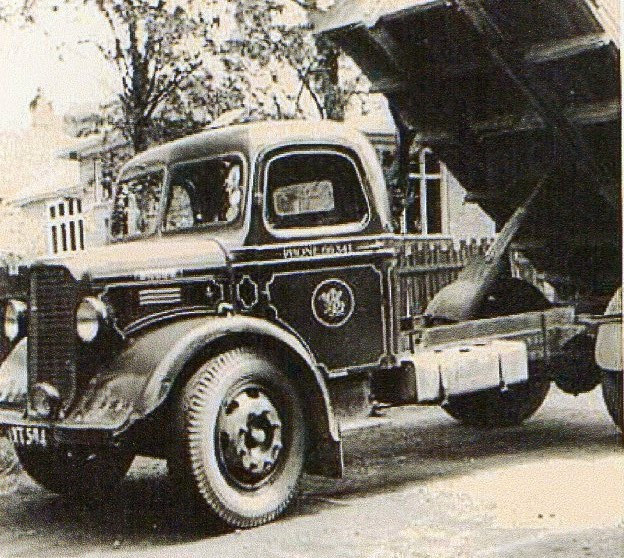
Benne Dodge Kew

### Chrysler Europe
En 1970, le Groupe Rootes avait été repris (par étapes) par Chrysler Europe, avec le soutien du Gouvernement Britannique, qui avait énormément de difficultés à maintenir l'industrie automobile Britannique à flot. La marque Dodge (également utilisée par Chrysler aux États-Unis) a commencé à prendre le pas sur tous les modèles commerciaux. Le dernier vestige de Karrier fut probablement le Dodge Serie 50, qui a commencé sa vie sous le nom (Chrysler) Dodge mais avec une plaque de numéro d'identification du véhicule de Karrier Motor Company.
Peugeot et Renault
Chrysler s'est finalement retiré du Royaume-Uni, vendant l'entreprise à Peugeot. Le nouveau propriétaire avait peu d'intérêt pour les poids lourds et l'usine a alors été gérée en collaboration avec Renault Véhicules Industriels (RVI), (alors partie intégrante de Renault, bien que maintenant Volvo). La société a utilisé le nom de Karrier Motors Ltd, bien que les véhicules portent le badge Renault et soient vendus par le réseau de concessionnaires Renault Trucks. Renault avait voulu sécuriser ses opérations au Royaume-Uni en fabriquant ses modèles avec ses propres moteurs, et n'a que peu soutenu les modèles britanniques, favorisant la gamme française telle que le Renault Master. La fin du nom Karrier pouvait ne pas être loin ; lorsque les liens entre Peugeot et Renault furent rompus, une plaque d'identification Renault Ind. ou Véhicules Renault Ind. fut utilisée.
La marque Karrier est toujours en possession de Peugeot, et il n'est pas rare pour une marque de véhicules de ressusciter.

## Produits

### Tracteurs Légers
Colt

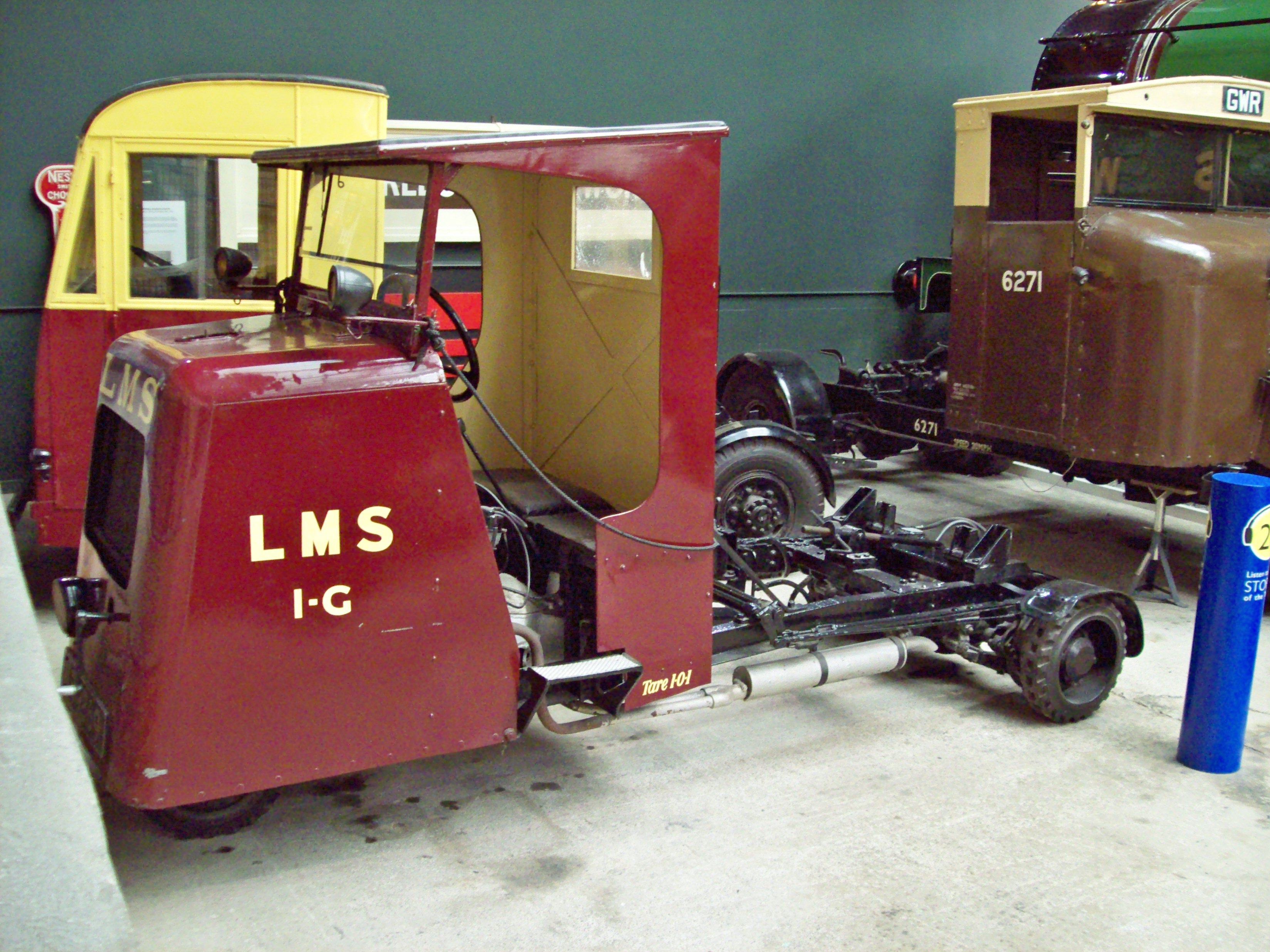
Cob, National Rail Museum, York

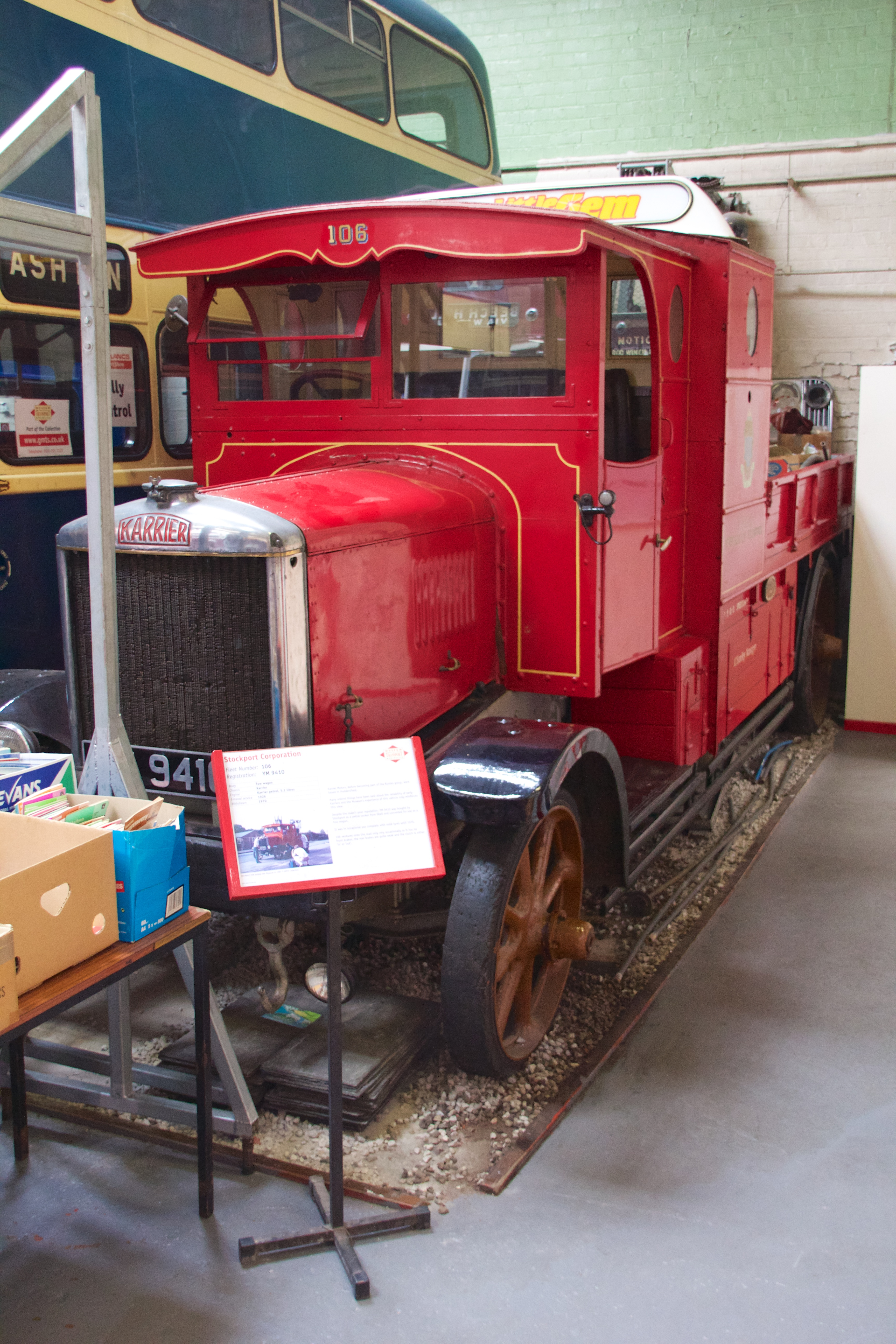
Stockport Corporation - Véhicule de dépannage en service entre 1926 et 1970

En 1929, Karrier commença la production du "Colt", châssis trois-roues, pour Huddersfield Corporation. En 1930, ce modèle devint le tracteur "Cob" pour tirer des remorques routières pour le London, Midland and Scottish Railway.
En 1933, Scammell produit son propre Scammell Mechanical Horse conçu chez Napier.
Dans le milieu des années 1930, la gamme "Cob" a été complétée par le "Bantam" à quatre roues.
Cob
Décrit par les journaux (citant Karrier) en 1930 comme un "cheval mécanique", le petit tracteur "Cob" a été conçu par J Shearman, ingénieur de London, Midland and Scottish Railway. Ses petites roues lui permettaient de tourner dans des espaces confinés et de manœuvrer plus facilement dans la circulation. Les roues avant sont levées à partir du sol quand le tracteur est attaché à une remorque et il est classé comme véhicule articulé. Il était capable de tirer une charge de trois tonnes à 30 km/h et capable de redémarrer sur un gradient de un à huit. La production de tracteurs alimentés par des moteurs Jowett ont été présentés sur le stand Karrier à l'Olympia's Motor Transport Show. Un Karrier "Cob" Major, un tracteur trois roues de 4 tonnes a également été montré.

### Ro-Railer
Le Karrier Ro-Railer était un bus hybride, capable de fonctionner à la fois sur la route et le rail prévu pour les villes et les villages éloignés d'un chemin de fer. Également conçu par J Shearman, il a été testé par le président et le conseil d'administration de LM & S en janvier 1931 qui fit le voyage entre Redbourn et Hemel Hempstead.
Bien qu'il n'ait pas connu le succès,, le "railbus" Karrier ressemblait à un bus et pouvait être modifié de la route au rail en 2½ à 5 minutes. Avec un moteur six cylindres et une carrosserie Craven, il atteignait 80 km/h. Dit être très rugueux, il a effectué en 1930/31 la jonction entre Stratford-sur-Avon et Midland. Il a terminé comme véhicule ballast sur la Ligne West Highland.
L'un des rares systèmes de bus sur rails opérationnel se trouve à Adélaïde (Australie) et s'appelle le O-Bahn Bushway.

### Trolleybus
En 1925, Karrier devint le premier fabricant Britannique à produire un véhicule de tourisme à  trois essieux, facilité par la disponibilité de pneumatiques plus grands, et conclut un accord en 1926 avec Clough, Smith & Co. Ltd. pour produire le chariot-omnibus "Karrier-Clough" que Clough allait vendre. Cet arrangement a continué jusqu'en 1933, lorsque Karrier a commencé à commercialiser le trolleybus lui-même. Malgré plusieurs commandes en 1933-34, Karrier fut mis sous séquestre, conduisant à la prise de contrôle par Humber en 1934, devenant ainsi partie intégrante du Groupe Rootes. La fabrication des trolleybus a été déplacée dans la filiale Sunbeam de rootes, à l'usine à Wolverhampton, où il a continué à être produit jusqu'à la seconde Guerre Mondiale. En temps de guerre, lorsque la production était autorisée, un seul modèle a été produit, le W4, qui pouvait être badgé Sunbeam ou Karrier. Après-guerre, la production a continué brièvement avant que la partie trolleybus de la société ne soit vendue à Brockhouse en 1946.

### Produits du Groupe Rootes

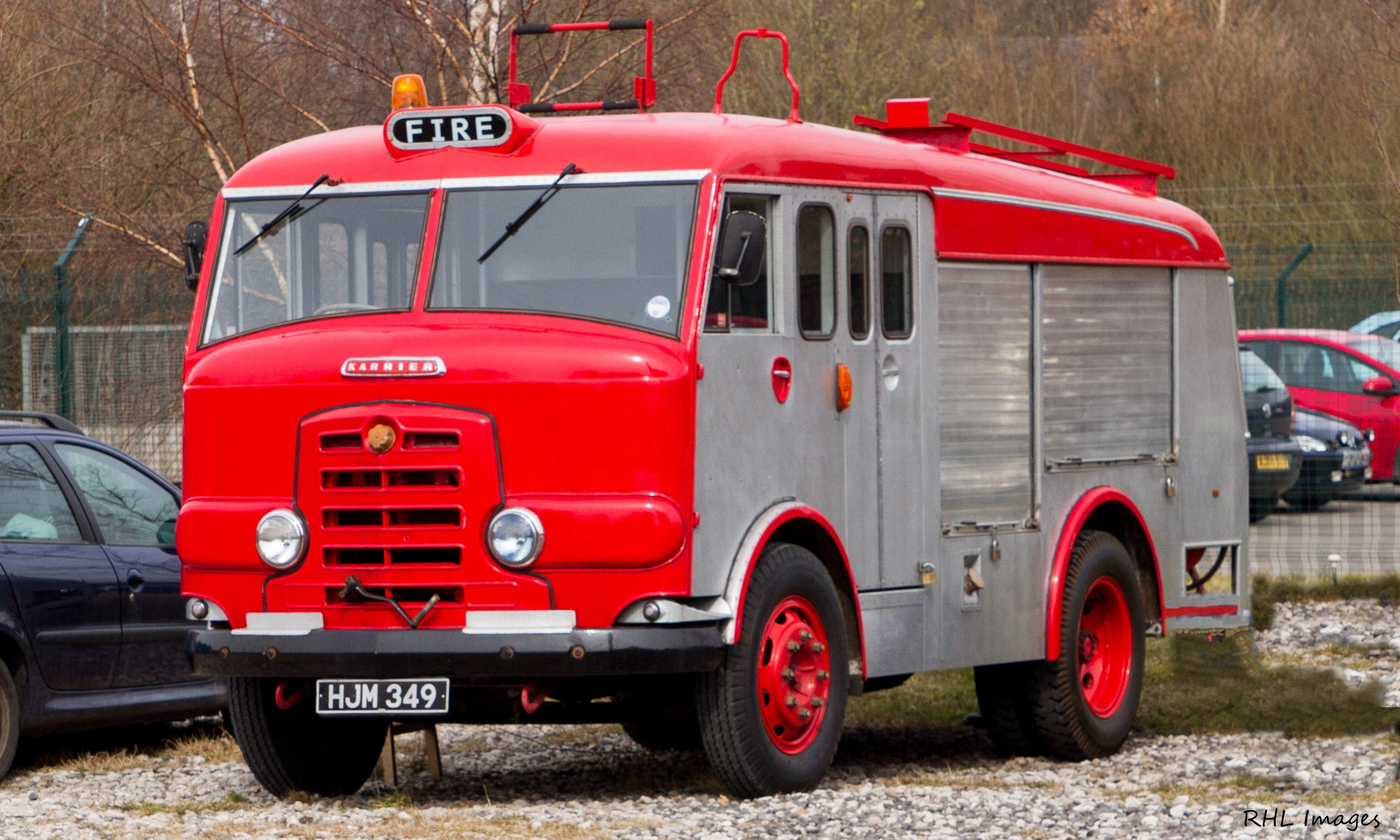
1961 Citerne Gamecock

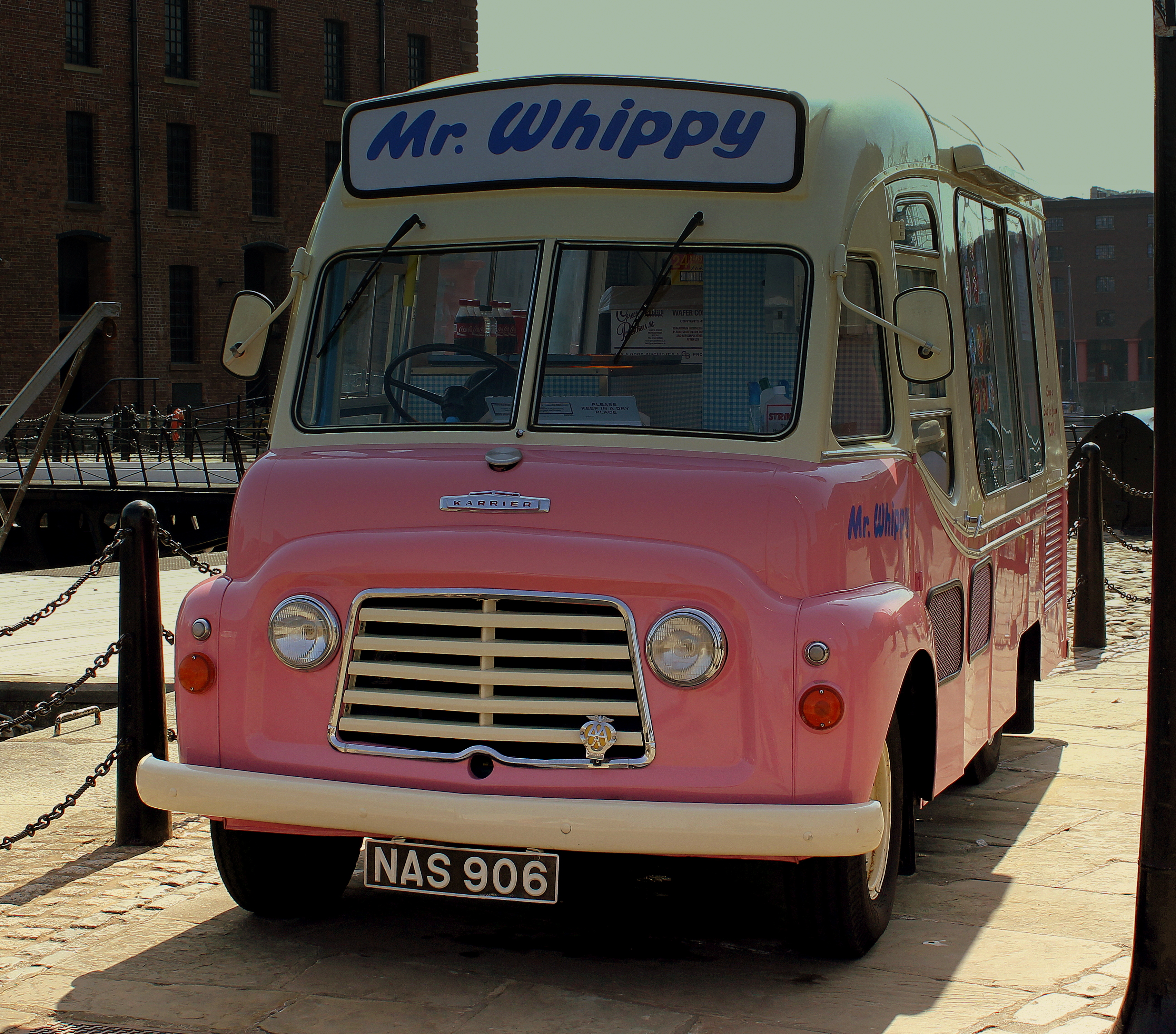
1961 Karrier van; Mr. Whippy Crème Glacée—original sur l'Albert Dock de Liverpool, Royaume-Uni en mai 2013

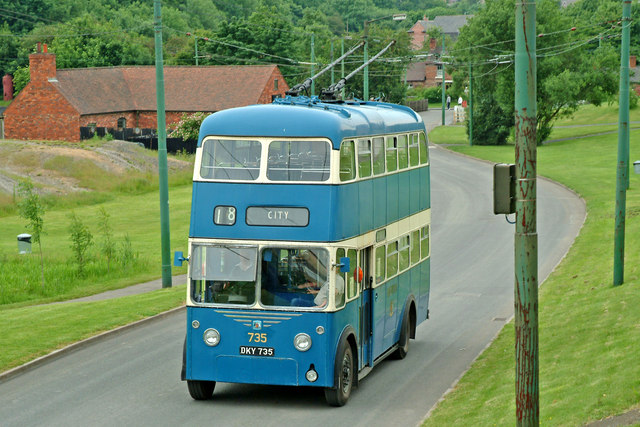
Trolleybus Bradford 735 (1946) au Black Country Living Museum

Le parcours  de la ligne d'affaires a été intégrée à celle de Sunbeam Véhicules Commerciaux Limitée suivant des rayons de soleil de l'achat par le groupe Rootes. En 1946, J. Brockhouse et Co Limited de West Bromwich albion, le groupe d'ingénierie, acheté Sunbeam Véhicules Commerciaux mais vendu le trolley-bus, une partie de l'entreprise à Guy Moteurs Limitée en septembre 1948.
Sous la propriété de Rootes, les camions Karrier sont généralement de taille plus petite que leurs sœurs de la marque Commer, avec des modèles "Bantam" utilisant des roues de 13 pouces et "Gamecock" à roues de 16 pouces, afin de réduire la hauteur de chargement. Ils ont été conçus pour les collectivités locales et leurs diverses applications, y compris les bennes d'entretien des routes, les véhicules de collecte de déchets et de maintenance de l'éclairage de rue. Les camions Karrier et les châssis ont également été construits et fournis aux exploitants d'aéroport et aux compagnies aériennes comme chariots automoteurs de manutention de bagages, citernes d'eau et pour l'entretien des toilettes.

### Châssis de camion ou de bus
- A/40-110 cwt type (1908–)
- B/20-110 cwt type (1910–)
- Type C (1922-34)

C 14-sièges ou 30 quintaux (1922, 1924-25)
CK3 balayeuse 3 tonnes RSC (vers 1937)
CK6 balayeuse 3 tonnes (vers 1937)
CX 40 quintaux (1922)  véhicule de nettoyage public
CY 40 quintaux véhicule de nettoyage ou véhicule de 20 places (1924-27)
CY1 (1925–)
CY2 40 quintaux (1928-31) chargeur bas
Victor 65 quintaux (1932)
CY3 benne basculante à main
CVR 50-65 quintaux (1930-34) à chargement bas
CYR 60 quintaux (1934) chargement bas
CYS 40 quintaux
JCM 60 quintaux (1926-31)
Protector 75/80 cwt (1932-34)
CL 20/29 siège 60 quintaux par exemple, Norfolk (1926)
CY6 50 quintaux (1926)
CL4 30, 26, 26/29 sièges (1927-29)
CL6 30 places (1928)
CV5 32 sièges (1928)
CV6 6-roues à corps rigide, châssis 65 quintaux (1926–)
CL R-6WH de 30 places (1927)
- Types K (pilotage avant) et SK (pilotage de côté) (1922-33)

K1 60/65 quintaux ou 28-45 sièges (1922-23)
SK1 60/65 quintaux (1922-23)
K2 70/75/80 quintaux (1922-24)
SK2 70/75/80 quintaux (1922-24)
K3 60 quintaux ou 28-54 sièges (1922-25)
SK3 33/35 sièges (1922-25)
K4 80/90 quintaux (1922-27)
SK4 80 quintaux (1922-25)
K5 100/110/120 quintaux (1922-31)
SK5 100/110 quintaux (1922-25)
Consul 155 quintaux (1932-34)
Carrimore 10/12 tonnes, par exemple sur le châssis K5 (vers 1936)
KL 30/32 sièges de 5 tonnes, par exemple, Stafford (1926)
K6 tracteur de 12 tonnes (1927-31)
K7 de 7 tonnes (1928-31)
KW6 de 8 tonnes (1929)
KWR6 8/9 tonnes (1930-33)
KWF6 8/10 tonnes (1930-33)
- Type J (1924-29)

JH 60/65/70 quintaux (1924-27)
JK 30/32 sièges de 75 quintaux, par exemple à Durham (1926)
JKL 52 ou 32 sièges (1927-28)
JKL FC 32 sièges (1929)
- H 18-25 sièges ou 50 quintaux (1922-25)
- Z 20/25 quintaux (1925-27)

ZX 30 quintaux ou 20 places, par exemple à Devon (1926-29)
ZX2 24 places (1927)
- WD de 2 tonnes (1924-26)
- GH4 80/95 quintaux (1928-33)

GH5 FC 80/100/120 quintaux (1929-33)
Colossus 220/265 quintaux (1932-34)
Falcon 3 tonnes (1934)
Defender de 5 tonnes (1934)
Élector 6 tonnes (1934)
Autocrat 6 tonnes (1934) (à pilotage avant)
Démocrat de 5 tonnes (1934)

### Châssis Bus
WL6 6 roues, châssis rigide, 5 tonnes, 28 passagers simple étage ou 54 passagers double étage
DD6 différents modèles de bus (1929-31)
WO6 différents modèles de bus (1929-31)
RM6 100/120 quintaux (1931-32)
FM6 100/120 quintaux (1931-34)
TT tracteur de 12 tonnes (1931-33)
Cutter de 20 places, 4 roues (1928-32)
Coaster 28 sièges 4 roues (1928-35)
Chaser 4 26/35 sièges 4 roues (1928-32)
Chaser 6 26 sièges (1930-5)
Clipper de 40 places à 6 roues (1928-31)
Consort 68 sièges 6 roues (1928-34)
Monitor double decker de 50 places à 4 roues (1929-34)

### Châssis Trolley bus
- Les Trolley Bus (1935–)

EA3 32-34 sièges à 4 roues
E4L 32-36 sièges à 4 roues
E4S 32 sièges à 4 roues
E4 56 sièges à double pont et 4 roues
E6 Clough 60 sièges, double pont à 6 roues
E6A 70 sièges double pont à 6 roues
W4 double pont, 4 roues

### Véhicules de transport de marchandises légers
- Colt

Tracteur Colt 2 tonnes 3 roues ou RSC (1930-34)
Tracteur Colt Major 4 tonnes 3 roues (1930-34)
Colt (1937-39)
- Cob

Cob 50/60 quintaux, tracteur 3 roues (vers 1930)
Cob Junior 4 tonnes 3 roues, tracteur ou balayeuse-collectrice (1935-39)
Ttracteur Cob Major, 4 tonnes 3 roues
Tracteur ou balayeuse-collectrice 6 tonnes 3 roues (vers 1937)
Le tracteur Cob de 6 tonnes 3 roues (1934)
- Gamecock

Gamecock série-E 3-4 tonnes 6 cylindres (1950–)
Gamecock 14 sièges et ambulances (1954–)
Karrier-Walker bus 12 places (1958–)
Karrier-Dennis Ambulance (1962–)
Ramillies refuse collector (1962–)
Karrier van crème glacée (vers 1962)
- Bantam

Bantam 50 quintaux (1933-34, 36-40)
Bantam RSC balayeuse-collectrice (1933-39)
Bantam F-series de 2-3 tonnes (1948-63)
Bantam FA-série 3-5 tonnes (1948-63)
Bantam tracteur 4-5 tonnes (1956–)
Bantam benne (1958–)
Bantam FB-série 3 tonnes (1972–)

## Les modèles à l'échelle et die-cast
- Meccano Ltd "Dinky Toys"; N ° 33a, (production de 1935 à 1940), "cheval Mécanique", à (environ) l'échelle 1:48 Plusieurs remorques étaient disponibles[27].
- Lesney Produits "Matchbox" Série; N ° 37, (production de 1956 à 1966), Karrier Bantam de 2 Tonnes "Camion Coca-Cola", environ 00 échelle.
- Lesney Products "Matchbox", N ° 38, (production de 1957 à 1963), Karrier Bantam "Refuse Wagon", échelle environ 00[28].
- Corgi produit plusieurs modèles basés sur le Karrier Bantam entre 1957 et 1967, y compris des commerces mobiles, des camionnettes de crème glacée (certaines musicales) et des camionnettes de livraison, environ échelle O (1:44)[29].